# LOVE (Kis-My-Ft2のシングル)
「LOVE」（ラブ）はKis-My-Ft2の21作目のシングル。2018年7月11日にavex traxから発売された。

## 概要
今作は「まるごとラブソング」がテーマで、それぞれの収録曲が様々な形の「愛」をテーマに作られた楽曲となっている。初回盤A/B、通常盤の3形態でリリース。初回盤AのDVDには「L.O.V.E.」のMVと『キスマイ的ゆるスポーツ選手権』、初回盤Bには「Because I Love You」のMVと、『裏Yummy!?～もう一つのキスマツ荘～』が収録される。通常盤には、ユニット曲3曲が収録される。シングルにユニット曲が収録されるのは2年振りである。
「L.O.V.E.」は、メンバーが出演するコーワ「ウナコーワクール」CMソングで、恋の始まりの高ぶる気持ちを歌ったラブソングとなっている。MVでは「Sha la la☆Summer Time」以来約2年ぶりにローラースケートを使ったパフォーマンスを披露している。
「Because I Love You」は、第一興商「LIVE DAM STADIUM」CMソングで、学生時代の幼すぎた恋を切なく想うエモーショナルなバラード曲となっている。MVは「-Dance Edition-」としてダンスがフィーチャーされた作品となっている。
「L.O.V.E.」は2018年7月7日放送の日本テレビ系「THE MUSIC DAY 伝えたい歌」、「Because I Love You」は同日放送のTBS系「COUNT DOWN TV」にてそれぞれテレビ初披露となった。

## チャート成績
2018年7月23日付オリコン週間チャートで1位を獲得した。
同チャートでの1位獲得はデビューシングル『Everybody Go』から21作連続21作目。
2018年4月25日発売のスペシャルシングル『You&Me』はセブンネット限定販売のため、オリコン集計されていない。
CD初週売り上げ枚数：17万5655枚（オリコン集計）
2018年12月9日までに、累計19万7737枚を売り上げ、2018年の年間オリコンアルバムランキングで33位を獲得した。

## 収録曲

### CD

#### 通常盤
1. L.O.V.E.（読み：エルオーブイイー）[3:40]
作詞：ma-saya、作曲：Christofer Erixon，Josef Melin、編曲：Josef Melin、Additional Arrangement：HIKIE
  - Kis-My-Ft2出演 興和「ウナコーワクール」CMソング
2. ConneXion (読み：コネクション) [3:47] - 藤ヶ谷太輔・千賀健永・横尾渉
Lyric maker：Taisuke Fujigaya、Choreographer：Kento Senga、Falsetter：Wataru Yokoo、Music by Kanata Okajima，Soma Genda、Track by Soma Genta
  - ドラマ化され、dTVで独占配信された[14]。
3. 星に願いを [4:53] - 玉森裕太・宮田俊哉
作詞：YU-G、作曲：YU-G，陶山隼、編曲：陶山隼
  - 4thアルバム「KIS-MY-WORLD」収録曲「BE LOVE」の続編[15]

「BE LOVE」3部作の第2部でテーマは「死別」[15]。
4. Happy Birthday [1:33] - 北山宏光・二階堂高嗣
作詞：小松レナ、作曲：Takuya Harada，Christofer Erixon，Josef melin、編曲：Josef melin

#### 初回盤A/B
1. L.O.V.E.
2. Because I Love You [3:20]
作詞：Komei Kobayashi、作曲：Chris Wahle，Mun Hanmiru，Park Seyong，Her Youngsoo、編曲：Chris Wahle
  - 第一興商「LIVE DAM STADIUM」CMソング

### DVD

#### 初回盤A
1. 「L.O.V.E.」MUSIC VIDEO
2. 「L.O.V.E.」MUSIC VIDEOメイキングドキュメント
3. キスマイ的ゆるスポーツ選手権 ～ローラースケートdeだるまさんが転んだ!?～

#### 初回盤B
1. 「Because I Love You」MUSIC VIDEO -Dance Edition-
2. 「Because I Love You」MUSIC VIDEOメイキングドキュメント
3. 裏Yummy!? ～もう一つのキスマツ荘～

### シリアル動画
※3形態（初回盤A/B・通常盤）全予約特典
- ユニット3曲レコーディングMOVIE

## 収録作品
| 楽曲タイトル       | 収録                                   | 収録                                                                |
| ------------------ | -------------------------------------- | ------------------------------------------------------------------- |
| L.O.V.E.           | CDシングル                             | 『LOVE』                                                            |
| L.O.V.E.           | ミュージック・ビデオ                   | 『LOVE』〈初回盤A〉                                                 |
| L.O.V.E.           | ライブ映像                             | 『LIVE TOUR 2018 Yummy!! you&me』〈Blu-ray盤〉                      |
| L.O.V.E.           | CDアルバム                             | 『FREE HUGS!』                                                      |
| L.O.V.E.           | CDアルバム                             | 『BEST of Kis-My-Ft2』                                              |
| L.O.V.E.           | ミュージック・ビデオ                   | 『BEST of Kis-My-Ft2』〈初回盤A〉                                   |
| Because I Love You | CDシングル                             | 『LOVE』〈初回盤A〉・〈初回盤B〉                                    |
| Because I Love You | ミュージック・ビデオ （Dance Edition） | 『LOVE』〈初回盤B〉                                                 |
| Because I Love You | ライブ映像                             | 『君を大好きだ』〈EXTRA盤〉 （LIVE TOUR 2018 YOU&ME Extra Yummy!!） |
| Because I Love You | ミュージック・ビデオ （Dance Edition） | 『BEST of Kis-My-Ft2』〈初回盤A〉                                   |
| ConneXion          | CDシングル                             | 『LOVE』〈通常盤〉                                                  |
| ConneXion          | ライブ映像                             | 『君を大好きだ』〈EXTRA盤〉 （LIVE TOUR 2018 YOU&ME Extra Yummy!!） |
| ConneXion          | CDアルバム                             | 『BEST of Kis-My-Ft2』〈初回盤B〉                                   |
| ConneXion          | ライブ映像                             | 『Kis-My-Ftに逢えるde Show 2022 in DOME』                           |
| 星に願いを         | CDシングル                             | 『LOVE』〈通常盤〉                                                  |
| 星に願いを         | ライブ映像                             | 『君を大好きだ』〈EXTRA盤〉 （LIVE TOUR 2018 YOU&ME Extra Yummy!!） |
| 星に願いを         | CDアルバム                             | 『BEST of Kis-My-Ft2』〈初回盤B〉                                   |
| 星に願いを         | ライブ映像                             | 『BEST of Kis-My-Ft2』〈通常盤〉                                    |
| Happy Birthday     | CDシングル                             | 『LOVE』〈通常盤〉                                                  |
| Happy Birthday     | ライブ映像                             | 『君を大好きだ』〈EXTRA盤〉 （LIVE TOUR 2018 YOU&ME Extra Yummy!!） |
| Happy Birthday     | CDアルバム                             | 『BEST of Kis-My-Ft2』〈初回盤B〉                                   |